# Stalingrad (film 1993)
Stalingrad – niemiecki dramat wojenny z 1993 roku, w reż. Josepha Vilsmaiera.

## Opis fabuły
Lato 1942. Pluton por. Witzlanda wraz z batalionem szturmowym, w którego skład wchodzi, zostaje przerzucony ze słonecznych Włoch pod Stalingrad. Tu żołnierze od razu poznają okropności prawdziwej wojny. Większość z nich ginie w wyniszczających walkach. Część, z samym por. Witzlandem, za próbę zbrojnego wymuszenia pomocy dla rannego kolegi w polowym szpitalu, zostaje zdegradowana i wysłana do karnej kompanii. Wkrótce, za wykazanie się na polu walki, odzyskują dawne stopnie i mogą powrócić do jednostki. Z czasem jednak, zamknięci w kotle żołnierze coraz bardziej zaczynają wątpić w sens dalszej walki. Nękani głodem, chłodem i atakami Armii Czerwonej powoli się wykruszają – jedni giną, inni zamarzają, umierają z ran, jeden strzela sobie w głowę. Nie udaje się ucieczka kilku głównych bohaterów, którzy próbują przedostać się do samolotu ewakuującego rannych. W ostatniej, symbolicznej scenie dwaj ocaleli żołnierze plutonu – por. Witzland i kpr. Reiser zamarzają podczas śnieżycy, gdzieś w stepie, po kapitulacji 6 Armii.

## Główne role
- Thomas Kretschmann – por. Hans von Witzland
- Dominique Horwitz – kpr. Fritz Reiser
- Jochen Nickel – sierż. Manfred Rohleder
- Sebastian Rudolph – GeGe Müller
- Dana Vávrová – Irina
- Martin Benrath – gen. Hentz
- Sylvester Groth – Otto
- Karel Heřmánek – kpt. Hermann Musk
- Heinz Emigholz – Edgar Emigholz

i inni.

## Błędy w filmie
- Z napisów na początku filmu wynika, że niemiecka 6 Armia była w momencie rozpoczęcia bitwy stalingradzkiej dowodzona przez gen.-pułkownika  Paulusa. W rzeczywistości Paulus został gen.-pułkownikiem 30 listopada 1942 roku, ponad 3 miesiące po rozpoczęciu bitwy (23 sierpnia 1942)[2].
- Pierwsze sceny filmu rozgrywają się nie w Porto Cervo na Sardynii (jak informuje napis) tylko w Cervo w Ligurii, jak widać ze zdjęć[2].
- Ostatni niemiecki samolot nie mógł odlecieć spod Stalingradu 23 stycznia 1943 roku, tak jak to głosi napis w jednej ze scen, a już na pewno nie z Pitomnika (bo tak wynika z treści filmu). Z trzech lotnisk polowych jakimi dysponowała niemiecka 6 Armia w kotle stalingradzkim, 23 stycznia w swoich rękach posiadała już tylko jedno (Pitomnik został zajęty przez Rosjan 17 stycznia, a Gumrak 22) – w miejscowości Staligradzki, i to najmniejsze, niebędące w tym czasie w stanie przyjmować ani odprawiać żadnych samolotów, a już na pewno nie transportowych Junkersów 52, z powodu zaśnieżenia, krótkiego pasa i braku instalacji oświetleniowej. Najprawdopodobniej chodzi o datę 13 stycznia, bowiem właśnie tego dnia z Pitomnika odleciał ostatni niemiecki samolot[3].